# Carlos Melancia
Carlos Montez Melancia (em chinês tradicional: 文禮治) (Alpiarça, 21 de Agosto de 1927 – Lisboa, 23 de outubro de 2022) foi um empresário e político português. Ocupou diversos cargos como governador, ministro e deputado.

## Biografia
Licenciado em Engenharia Mecânica e Eletrotécnica, trabalhou na Sociedades Reunidas de Fabricações Metálicas (SOREFLAME) até entrar na vida política, em 1976.
Foi nomeado secretário de Estado da Indústria Pesada e da Coordenação Económica do I Governo Constitucional (1976-78), liderado por Mário Soares. No II Governo Constitucional (1978), também liderado por Mário Soares, foi ministro da Indústria e Tecnologia.
Em 1983, regressou às funções governativas, sendo nomeado ministro do Mar (1983-1985) e ministro do Equipamento Social (1985) do IX Governo Constitucional (o chamado governo do Bloco Central), também liderado por Mário Soares. Em 1985, foi eleito deputado à Assembleia da República pelo círculo de Leiria nas listas do Partido Socialista (PS).
Foi governador de Macau de 1987 a 1990, ano em que se demitiu devido ao designado Caso do Fax de Macau, alegadamente por corrupção passiva. Foi ilibado do processo em 1994.
Recebeu, desde o ano de 1998, o equivalente a mais de nove mil euros por mês a título de subvenção mensal vitalícia.
Após regressar de Macau, estabeleceu-se como empresário no Alto Alentejo, tendo sido fundador da Fundação Cidade de Ammaia, de que era presidente à data da sua morte, do Golfe de Marvão, do Hotel Garcia de Orta, em Castelo de Vide, e administrador da corticeira Robinson Bros.
Morreu a 23 de outubro de 2022, no Hospital de São José, em Lisboa, onde se encontrava internado.

## Processos judiciais

### Caso Emaudio / Teledifusão de Macau (TDM)
Durante o mandato como governador de Macau, surgiu também o caso Emaudio / Teledifusão de Macau (TDM). Carlos Melancia era fundador da Emaudio, empresa da qual detinha 5% do capital antes de ser nomeado governador de Macau e que funcionava na órbita da Fundação de Relações Internacionais, uma entidade ligada ao PS, a que a Mário Soares tinha presidido antes de ser eleito Presidente da República. Por decreto de Carlos Melancia, de 1 de fevereiro de 1988, a Teledifusão de Macau (TDM) passou a ter o estatuto de sociedade anónima. Em abril de 1988, foi decretada a prisão preventiva do presidente da TDM, António Ribeiro, e de um administrador da empresa, Leonel Miranda, por suspeita dos crimes de peculato e burla, nomeadamente na aquisição de equipamento eletrónico por parte da TDM, através da viciação das datas dos contratos de aquisição, para que a data de aquisição coincidisse em data anterior à alteração do estatuto jurídico da TDM, de forma a que fosse o Estado a pagar a despesa e não a nova sociedade anónima que tinha passado a gerir a TDM. Em junho de 1988, o Expresso noticiou a participação de Carlos Melancia em reuniões com vista à venda à Emaudio (empresa de que tinha sido fundador), entretanto já propriedade de Robert Maxwell, de 49% do capital da Teledifusão de Macau por um preço mais baixo do que a avaliação oficial do valor da empresa. Carlos Melancia sempre desvalorizou o caso e o presidente da República, Mário Soares, manteve, neste caso, a confiança política em Carlos Melancia. No entanto, em agosto de 1988, foi acordada a venda de parte do capital da TDM a um consórcio de empresas de Hong Kong. Em dezembro de 1988, Carlos Melancia foi ouvido em tribunal na qualidade de declarante, tendo acabado apenas como testemunha da defesa.

### Caso do Fax de Macau
Em fevereiro de 1990, o jornal O Independente noticia que uma empresa alemã, a Weidleplan, exige a devolução de 50 000 contos alegadamente dados a Carlos Melancia enquanto governador de Macau, no âmbito de uma manifestação de interesse da Weidleplan na consultoria da empreitada de construção do aeroporto de Macau, então uma das maiores obras de engenharia no continente asiático, com um custo estimado de 65 milhões de contos (cerca de 325 milhões de euros). O então procurador-geral da República, Cunha Rodrigues, instaurou de imediato um inquérito a estes indícios ainda em fevereiro de 1990. A Weidleplan chegou ao contacto com Carlos Melancia em março de 1988, através de António Strecht Monteiro, filho de um fundador do PS com boas relações com o presidente da República, Mário Soares, e que colocou a Weidleplan em contacto com Rui Mateus, antigo sócio de Carlos Melancia na Emaudio, chegando assim a empresa ao contacto com Carlos Melancia. Strecht Monteiro e o representante da Weidleplan, Peter Baier, deslocaram-se várias vezes a Macau no sentido de garantir a entrada da Weidleplan no concurso para consultoria da obra do aeroporto de Macau. Carlos Melancia terá exigido 50 000 contos (250 000 euros) em numerário para atender às pretensões da Weidleplan, utilizando parte desse dinheiro para comprar num leilão de antiguidades em Lisboa, e terá dado indicações para o depósito de um cheque de 12 000 contos (60 000 euros) na conta particular da sua esposa, Maria Botelho.
No entanto, as pretensões da Weidleplan saíram goradas, uma vez que a vencedora do concurso para a consultoria da construção do aeroporto de Macau acabou por ser a empresa Aeroportos de Paris. Carlos Melancia tentou que a Weidleplan reduzisse o preço, de modo a sair vencedora do concurso, mas o secretário-adjunto no governo de Macau recusou alterar o vencedor do concurso, ficando então a Weidleplan sem o dinheiro e sem ter alcançado o propósito que pretendia com o pagamento a Carlos Melancia. Carlos Melancia negou esta versão dos acontecimentos, no entanto, acabaria desmentido pela existência de um fax da empresa, datado de 18 de outubro de 1989, a exigir a restituição do montante pago a Carlos Melancia, após o suborno não ter surtido o efeito pretendido para a empresa. A Weidleplan começou por negar a autoria do fax, mas o seu proprietário, Richard Weidle, assumiu a assinatura do fax nas instâncias judiciais competentes. Os sócios da Emaudio - Rui Mateus, João Tito de Morais e Menano do Amaral - acabam por assumir o recebimento do montante de 50 000 contos como "pagamento de serviços prestados".
Em março de 1990, Carlos Melancia é ouvido na comissão parlamentar de Direitos, Liberdades e Garantias e afirma que o fax publicado pel'O Independente não tem fundamento. Contudo, no âmbito da investigação judicial, os inspetores descobrem um cofre guardado num banco em nome de Carlos Melancia, onde constava uma obra de arte no valor de milhares de contos, o que suspeitavam constituir parte do suborno da Weidleplan a Carlos Melancia, que utilizara parte do dinheiro para comprar num leilão de antiguidades, para garantir a vitória no concurso para a consultoria da construção do aeroporto de Macau. Houve também tentativa de comprometer o gabinete do então presidente da República, Mário Soares, ao ser-lhe dado conhecimento do fax enviado pela Weidleplan.
Carlos Melancia acabou por ser levado a julgamento por corrupção passiva, tendo sido absolvido em 1993 pelo tribunal da primeira instância e, após recursos do Ministério Público, pelo Supremo Tribunal de Justiça, já em 2002. Alegou sempre ter sido vítima de chantagem e de uma "máquina judicial" com o propósito de prejudicar a vida das pessoas. Rui Mateus e os dois sócios da Emaudio, João Tito de Morais e Menano do Amaral, foram, no entanto, condenados.

## Funções políticas exercidas
- II Governo Constitucional
  - Ministro da Indústria e Tecnologia (1978)
- IV Legislatura da Terceira República Portuguesa
  - deputado eleito pelo círculo de Leiria nas listas do PS (1985-1987)[9]
- IX Governo Constitucional
  - Ministro do Equipamento Social (15 de fevereiro de 1985 a 6 de novembro de 1985)
  - Ministro do Mar (9 de junho de 1983 a a 15 de fevereiro de 1985)
- Governador de Macau (9 de Julho de 1987 a 23 de Abril de 1991)